# Värme

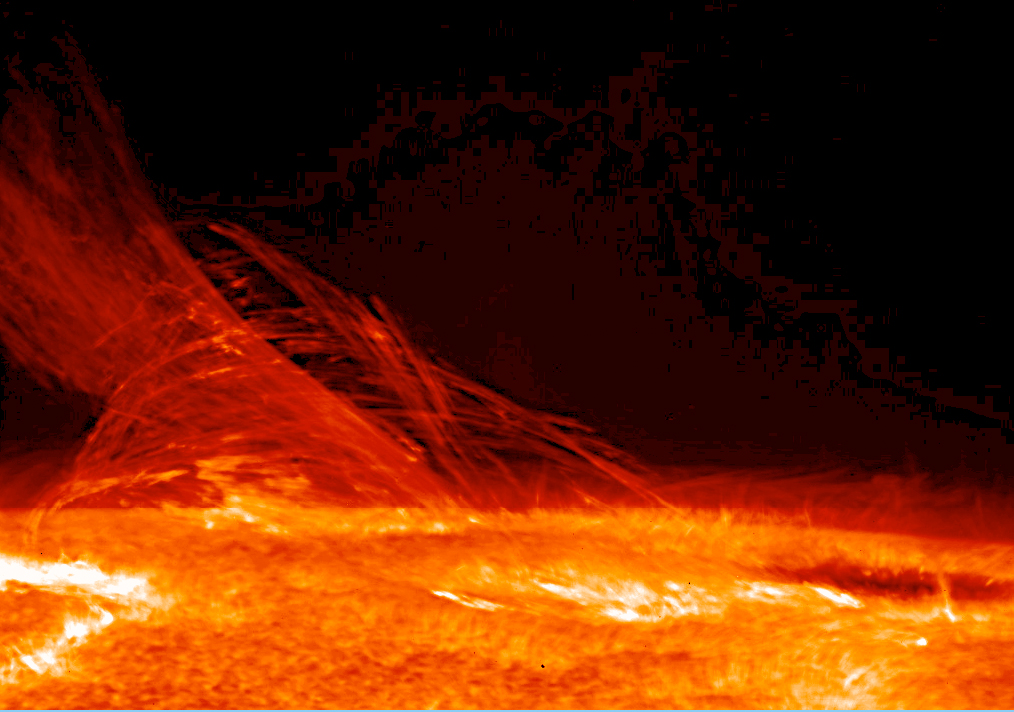
Solens elektromagnetiska värmestrålning är en av de viktigaste drivkrafterna för livet på jorden.

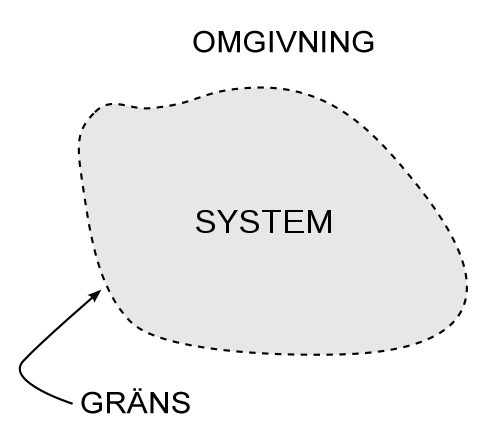
Värme kan flöda över systemgränsen hos ett termodynamiskt system, vilket leder till att systemets inre energi förändras.

Värme, eller värmemängd, är ett begrepp inom termodynamiken som beskriver den energiöverföring som sker mellan två system till följd av en temperaturdifferens, vilket postuleras i termodynamikens nollte huvudsats. Värme kan även ses som den energiöverföring som sker till ett system men som inte är i form av arbete.
Inom tekniken behandlar området värmeöverföring den energitransport som sker mellan system. Värmeöverföring leder till en förändring hos systemens termiska energi vilket kan ske till följd av masstransport, konduktion, konvektion eller termisk strålning.
Naturlig värmeöverföring sker endast spontant till den kallare kroppen, i enlighet med termodynamikens andra huvudsats. Värmeöverföringen till en kropp med samma eller högre temperatur kan endast ske genom att arbete utförs, som med en värmepump.
Ett närliggande begrepp är termisk energi, vilket är löst definierat som den energi hos en kropp som ökar med dess temperatur. Värme är den process genom vilken termisk energi flödar från ett system till ett annat.

## Överblick
Värme flödar spontant från system med en högre temperatur till system med lägre temperatur, men värmeflöde i motsatt riktning sker inte spontant. Då två system med olika temperatur är i termisk kontakt med varandra kommer de att utbyta energi till dess att båda system har samma temperatur, ett tillstånd som kallas termisk jämvikt.
I ett isolerat system kan ingen energi utbytas med omgivningen, alltså kan inget värme passera systemgränsen. I ett slutet system är värme och arbete de enda sätten energi kan passera systemgränsen. Energiöverföring som sker på grund av en förändring hos externa mekaniska parametrar som volym, tryck, magnetiskt fält och liknande är, per definition, arbete. All annan energiöverföring från eller till ett slutet system är värme.
Benämningar som varmt och kallt är relativa termer som generellt används för att jämföra temperaturen hos ett system med ett annat. 

### Definitioner
Den skotske fysikern James Clerk Maxwell var, i sitt verk Theory of Heat (1871), en av de första att uttrycka en modern definition på värme:
- Det är något som kan överföras från ett system till ett annat,  i enlighet med termodynamikens andra huvudsats.
- Det är mätbar storhet och behandlas således matematiskt.
- Det kan inte behandlas som en substans eftersom det kan omvandlas till någonting som inte är en substans, exempelvis mekaniskt arbete.
- Det är en energiform.

Några moderna definitioner på värme är bland andra:
- Den energi som överförs från ett högtempererat system till ett lågtempererat kallas värme.[3]

- Allt spontant energiflöde från ett system till ett annat orsakat av en temperaturdifferens mellan systemen kallas värme.[4]

Ur ett termodynamiskt hänseende kan värme aldrig lagras i ett system. Likt arbete existerar det enbart i energiövergången från ett system till ett annat, eller till systemets omgivning. När energi i form av värme tillförs ett system lagras det i form av kinetisk och potentiell energi hos systemets atomer och molekyler. 

## Inre energi
Termodynamikens första huvudsats postulerar att differensen mellan tillfört värme (Q) och uträttat arbete (W) i ett system är lika stor som förändringen i systemets inre energi (U):
{\displaystyle \Delta U=Q-W\ }
Detta innebär att systemets energi antingen kan förändras genom arbete eller via värmeflöde över systemgränsen. Inre energi är summan av alla former av energi i systemet, förutom hela systemets kinetiska och potentiella energi. Den inre energin är nära kopplad till molekylernas struktur och rörelse och kan betraktas som summan av molekylernas kinetiska och potentiella energi.
Värmeöverföring till en ideal gas vid konstant tryck ökar den inre energin och uträttar gränsarbete, det vill säga möjliggör kompression och expansion av en gasen, förutsatt att volymen inte är begränsad. Om man i första huvudsatsen delar in arbete i gränsarbete och övrigt, exempelvis axelarbete från en turbin, ges:
{\displaystyle \Delta U+W_{gr{\ddot {a}}nsarbete}=Q-W_{{\ddot {o}}vrigt}\ }
Den kombinerade storheten ΔU + Wgränsarbete är entalpi, H. Både entalpi och inre energi är tillståndsfunktioner, det vill säga att de är oberoende av hur tillståndet uppnåddes, till skillnad mot exempelvis värme och arbete som båda är vägberoende storheter. Det infinitesimala uttrycket för värme, ΔQ, utgör en inexakt differential för processer som involverar arbete. För processer som inte involverar någon volymförändring, påverkas av magnetiska fält, eller på annat sätt påverkas av externa parametrar, utgör emellertid ΔQ en exakt differential. På samma sätt gäller att arbete, ΔW, utgör en exakt differential för alla adiabatiska processer (processer utan värmeöverföring). För processer som involverar värmeöverföring utgör dock ΔW en inexakt differential.

### Entalpi och inre energiförändring

#### Ideal gas
För ett enkelt kompressibelt system, som exempelvis en ideal gas i en cylinder, gäller att förändringen i inre energi ΔU vid konstant volym och förändringen i entalpi ΔH vid konstant tryck kan modelleras utifrån olika värmekapaciteter, Cv respektive Cp.
Det värme som krävs för att vid konstant volym förändra temperaturen hos den ideala gasen från ursprungstemperaturen T0 till den slutliga temperaturen Tf ges av:
{\displaystyle Q=\int _{T_{0}}^{T_{f}}C_{v}\,dT=\Delta U\,\!}
Om man lämnar inskränkningen i volym och istället tillåter att systemet får expandera och dras samman vid konstant tryck, ges istället det värme som krävs för att förändra temperaturen av:
{\displaystyle Q=\int _{T_{0}}^{T_{f}}C_{p}\,dT=\Delta H\ =\Delta U+\int _{V_{0}}^{V_{f}}P\,dV\,\!}

#### Inkompressibla ämnen
För inkompressibla ämnen, som exempelvis fasta material och vätskor, försvinner skillnaden mellan de olika värmekapaciteterna, Cv för konstant volym och Cp för konstant tryck. Detta eftersom inget tryck-volym-arbete uträttas på eller av systemet.

## Latent och sensibelt värme
Latent värme är det värme som avges eller absorberas av ett kemiskt ämne eller termodynamiskt system vid en isoterm tillståndsförändring, exempelvis vid fasövergångar såsom smältning av is eller kokning av vatten. Begreppet introducerades 1750 av den skotske fysikern Joseph Black och kommer från latinets latere (att ligga dold), vilket syftar till att det latenta värmets effekt inte är direkt mätbar med hjälp av en termometer.
Sensibelt värme, i motsats till latent värme, är den värmeöverföring till ett termodynamiskt system vilken resulterar i en temperaturförändring hos systemet. Sensibelt värme ökar således enbart den termiska energin i ett system.

## Specifik värmekapacitet
Specifik värmekapacitet, eller värmekapacitivitet, är definierat som den mängd energi som måste överföras till eller från ett ämne per massenhet (kilogram) eller substansmängd (mol) för att ämnets temperatur ska stiga en grad. Specifik värmekapacitet är en fysikalisk storhet, vilket innebär att den är beroende av vilket ämne som betraktas och dess tillstånd. 
De specifika värmekapaciteterna för monatomiska gaser, exempelvis helium, är nästan helt oberoende av gasens temperatur. För gaser med två och tre atomer är värmekapaciteterna mer beroende av temperaturen.

## Entropi
Den tyske fysikern Rudolf Clausius formulerade i mitten av 1800-talet termodynamikens andra huvudsats: 
| ”                  | Det är omöjligt att konstruera en maskin som arbetar i en cykelprocess och som inte har någon annan effekt än värmeöverföring från en lågtempererad kropp till en högtempererad. | „ |
| – Rudolf Clausius, | |   |

Detta födde tanken om reversibla (förlustfria) och irreversibla (verkliga) processer. Stora delar av den tillämpade termodynamiken handlar om att minimera värmeförluster i verkliga irreversibla processer. Detta faktum ledde till ett historiskt viktigt teorem, Clausius olikhet:
{\displaystyle \oint {\frac {\delta Q}{T}}\leq 0.}
Olikheten innebär att för samtliga cykelprocesser sker någon form av värmeförlust, förutom i det reversibla fallet då likhet gäller. Utifrån från detta definieras det centrala begreppet entropi S:
{\displaystyle dS\geq {\frac {\delta Q}{T}}\!}
För en reversibel process kan ekvationen skrivs om så att värmet δQ (en inexakt differential) definieras som storheten TdS (en exakt differential):
{\displaystyle \delta Q=TdS\,}
Med andra ord underlättar entropifunktionen S kvantifiering och mätning av värmeflöden in och ut ur ett termodynamiskt system.

## Tillämpad värmeöverföring

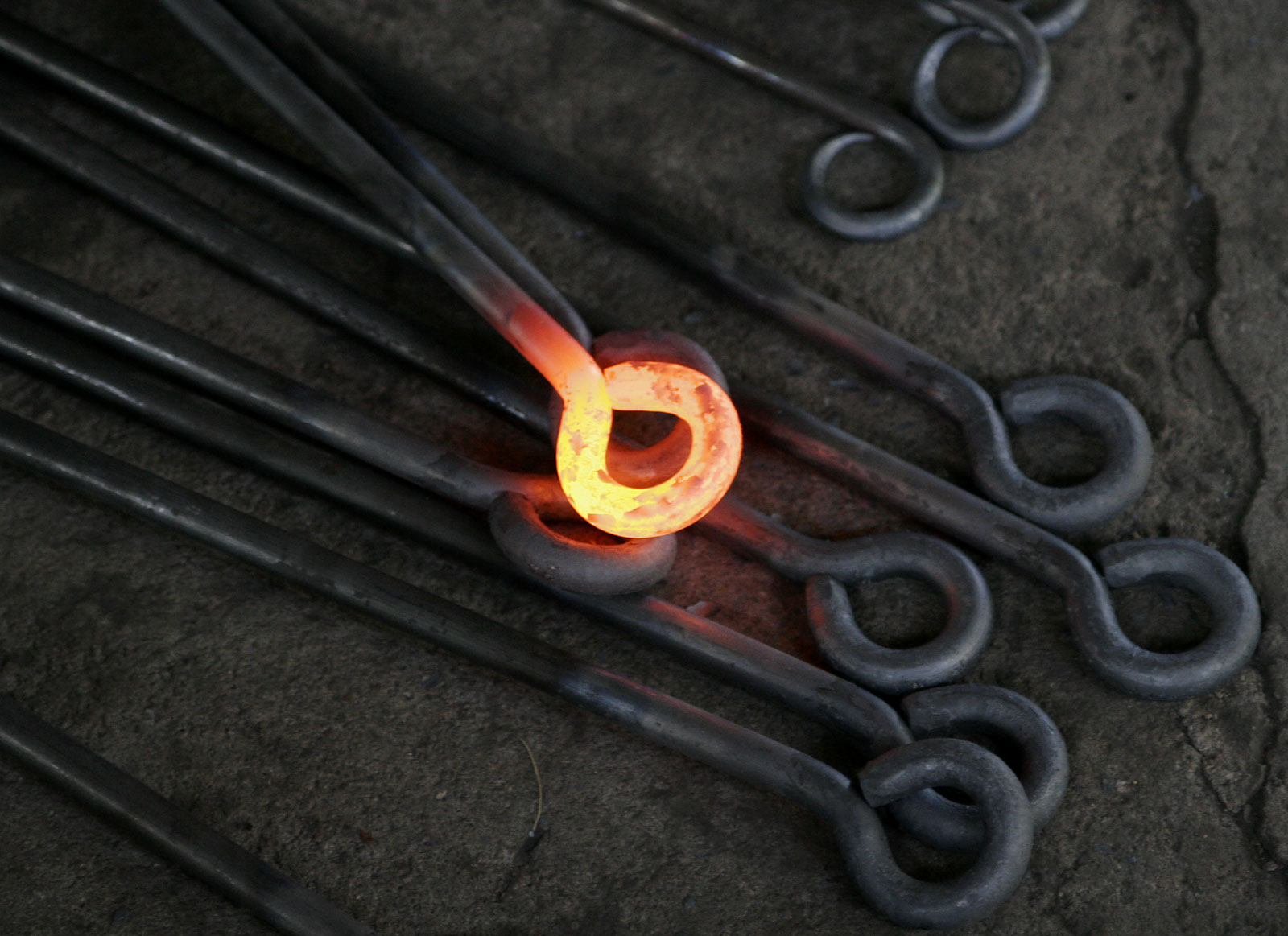
En glödhet järnstav överför huvudsakligen värme till sin omgivning genom värmestrålning.

Området värmeöverföring, som vanligen ses som en gren av maskin- eller kemitekniken, behandlar tillämpande metoder för värmeöverföring. Notera är att termen värme i sin natur redan implicerar en överföring, dock används det traditionella begreppet värmeöverföring fortfarande inom stora delar av tekniken och andra områden. Förståelsen för värmeöverföring är helt avgörande för utformning och drift av termiska processer och maskiner. 
Värmeöverföring kan ske genom ledning, strålning och masstransport. Inom tekniken används termen konvektiv värmeöverföring för att beskriva den kombinerade effekten av ledning och fluidströmning och detta ses ofta som ytterligare en form av värmeöverföring. Ett flertal fysiska lagar har upptäckts och härletts för att beskriva effekten av olika former av värmeöverföring, dock påvisar verkliga system ofta komplexa kombinationer av dessa effekter. Diverse matematiska metoder har tagits fram för att lösa eller uppskatta effekten av värmeöverföring för system.

## Begreppsförvirring
Det råder till viss del debatt inom vetenskapen om hur begreppet värme ska och bör användas. I sin nuvarande form kan användningen av begreppet vara motsägelsefull och ibland rent av missvisande. En studie visade att ett flertal populära läroböcker använde ett språk som innebar flera betydelser av begreppet; att värme är en process för energiöverföring, att det är den överförda energin, att det är en storhet inom systemet, med flera. Studien visade att det inte var ovanligt med flera av dessa varianter i samma text.
Friedrich Herrmann föreslog 2004 att anledningen till begreppsförvirring kan vara en konsekvens av den moderna definitionen av värme som en form av energi, vilket går emot både den historiska och vardagliga synen på värme. Han menar att det värmebegrepp som introducerades av Joseph Black på 1700-talet och som i stor utsträckning användes av Sadi Carnot i själva verket är vad vi i dag kallar entropi - en inre egenskap som är kopplat till ämnets massa och temperatur, som överförs mellan system med olika temperatur och som kan skapas på många olika sätt men aldrig förstöras. Även den vardagliga synen på värme liknar det tidiga historiska konceptet och när värme omdefinierades i termer av energi skapades en begreppsförvirring som ofta lyser igenom även i den moderna fysiken.